# Part II (On the Run)
Part II (On the Run) è un singolo registrato dal rapper statunitense Jay-Z per il suo dodicesimo album in studio Magna Carta Holy Grail. La canzone, pubblicata il 18 febbraio 2014, vede il featuring della moglie Beyoncé. La canzone è stata scritta da Jay-Z, James Fauntleroy, Timbaland e J-Roc, mentre la produzione è stata gestita solo dagli ultimi due. Il brano è considerato il sequel di un'altra collaborazione con Beyoncé, pubblicato nel 2002 con il nome di "'03 Bonnie & Clyde", una canzone che esprime il rapporto tra i due cantanti. Part II (On the Run) si presenta come un electro-R&B in una sorta di slow motion strumentale, completa di sintetizzatori e batteria. Il testo si riferisce ad una coppia ribelle innamorata, che descrive la loro relazione pericolosa. La canzone è stata classificata ai numeri 93 e 81 nella Official Singles Chart e nella US Billboard Hot 100, rispettivamente basati sui soli download, a seguito della pubblicazione di Magna Carta... Holy Grail. La canzone è stata inviata a varie stazioni radiofoniche degli Stati Uniti, trasmettendo il brano come terzo singolo dell'album dal 18 febbraio 2014.

## Struttura
Part II (On the Run) è stata scritta da Jay-Z, James Fauntleroy, Timbaland e J-Roc, mentre la produzione è stata gestita da questi ultimi due. Il brano contiene un campionamento della canzone Believe in Me della band statunitense One Way. In una parte del brano eseguita da Jay-Z, precisamente nella frase "Push your ma'fucka wig back, I did that/I been wilding since a Juve" si può sentire un piccolo flow molto simile alla canzone "Back That Azz Up" di Juvenile. Part II (On the Run) è considerato come un sequel della canzone '03 Bonnie & Clyde del 2002, sempre in collaborazione con la moglie Beyoncé. Il testo della canzone è stato rivelato dallo stesso Jay-Z prima della sua uscita ufficiale, il 27 giugno 2013, attraverso un'applicazione presente esclusivamente negli smartphone di Samsung. Tuttavia, il 4 luglio del 2013, la canzone è stata pubblicata su Internet, prima della sua anteprima ufficiale. Il brano è stato inviato alle stazioni radiofoniche americane il 18 febbraio 2014, come terzo singolo estratto dall'album Magna Carta... Holy Grail.

## Classifiche
| Classifica (2013-2014)    | Posizione massima |
| ------------------------- | ----------------- |
| Belgio                    | 49                |
| Francia                   | 187               |
| Regno Unito               | 93                |
| Stati Uniti               | 77                |
| Stati Uniti (Rap)         | 9                 |
| Stati Uniti (R&B/hip-hop) | 19                |
| Stati Uniti (pop)         | 15                |